# 라이언헤드 스튜디오
라이언헤드 스튜디오(영어: Lionhead Studios)는 잉글랜드의 비디오 게임 개발사였다. 2006년 4월 마이크로소프트 스튜디오에 인수되었다. 2016년 3월 마이크로소프트는 라이언헤드 스튜디오의 폐업을 제안했으며 계획된 게임 《페이블 레전드》가 취소될 것이라고 발표했다. 2016년 4월 29일, 라이언헤드 스튜디오는 폐업하였다. 라이언헤드 스튜디오가 폐쇄된지 몇 달 후 라이언헤드의 크리에이티브 디렉터인 마크 웨블리와 게리 카는 투 포인트 스튜디오를 설립하였다.

## 게임 목록
- 블랙 & 화이트 (비디오 게임)
- 페이블 (비디오 게임)
- 블랙 & 화이트 2
- 페이블 II
- 페이블 III
- 페이블 히어로즈
- 페이블: 더 저니